# Municipio de Bristow (Nebraska)
El municipio de Bristow (en inglés: Bristow Township) es un municipio ubicado en el condado de Boyd en el estado estadounidense de Nebraska. En el año 2010 tenía una población de 103 habitantes y una densidad poblacional de 1,19 personas por km².

## Geografía
El municipio de Bristow se encuentra ubicado en las coordenadas 42°49′53″N 98°35′46″O / 42.83139, -98.59611. Según la Oficina del Censo de los Estados Unidos, el municipio tiene una superficie total de 86.57 km², de la cual 85,48 km² corresponden a tierra firme y (1,26 %) 1,09 km² es agua.

## Demografía
Según el censo de 2010, había 103 personas residiendo en el municipio de Bristow. La densidad de población era de 1,19 hab./km². De los 103 habitantes, el municipio de Bristow estaba compuesto por el 99,03 % blancos, el 0,97 % eran de otras razas. Del total de la población el 0,97 % eran hispanos o latinos de cualquier raza.